# Stemmiulus canalis
Stemmiulus canalis är en mångfotingart som beskrevs av Chamberlin 1940. Stemmiulus canalis ingår i släktet Stemmiulus och familjen Stemmiulidae. Inga underarter finns listade i Catalogue of Life.